# ЈП „Београдска тврђава”
ЈП „Београдска тврђава” је предузеће основано за  обављање делатности од општег интереса за Град Београд. Основано је 12. јула 2002. године, а уписано у судски регистар Трговинског суда у Београду 1. октобра 2002. године.

## Опште информације
Своју делатност обавља на простору Београдске тврђаве и парка Калемегдан, на земљишту и објектима уписаних у листу непокретности који су од 13. септембра 2004. године, поверене на управљање Јавном предузећу „Београдска тврђава“.
На простору Београдске тврђаве и парка Калемегдан повереном на управљање Јавном предузећу свакодневно је присутна служба физичко-техничког обезбеђења које се стара о безбедности споменика и посетилаца, без прекида. Управљање у јавном предузећу организовано је као једнодомно. Органе предузећа чине надзорни одбор и директор.